# 1252
1252 (MCCLII) a fost un an bisect al calendarului iulian.

## Evenimente
- 11 februarie: Ottokar Přemysl al Boemiei se căsătorește cu Margareta, moștenitoarea Stiriei.
- 7 mai: Plecarea de la Constantinopol a flamandului Guillaume de Rubroucq, trimis de regele Ludovic al IX-lea al Franței la Karakorum, pe lângă Munke-han.
- 15 mai: Papa Inocențiu al IV-lea promulgă bula Ad exstirpanda, care autorizează aplicarea torturii asupra ereticilor.

### Nedatate
- Birger Jarl fondează orașul Stockholm.
- Campanie victorioasă a împăratului de la Niceea, Ioan al III-lea împotriva despotului Epirului, Mihail al II-lea Angelos; sunt recucerite de către niceeni importante fortificații din Macedonia occidentală și cetatea Kruja din Albania.
- Cavalerii teutoni întemeiază orașul Klaipeda (Memel), în Lituania, la gurile Niemenului.
- Fondarea unui comptuar al Ligii hanseatice la Bruges.
- Hanatul Hoardei de Aur se convertește la Islam.
- Orașul și mănăstirea Orval din Belgia ard până la temelii.
- Sunt emise primele monede de aur din Europa: florinii din Florența.
- Toma al II-lea de Savoia cucerește Torino.

## Arte, științe, literatură și filozofie
- Construirea marelui Buddha în bronz, la Kamakura, în Japonia.
- Toma de Aquino își începe studiile avansate la Paris.

## Nașteri
- 25 martie: Conradin, viitor duce de Suabia (d. 1268)

## Decese
- 30 mai: Ferdinand al III-lea, rege al Castiliei și Leonului (n. 1199)
- 29 iunie: Abel, rege al Danemarcei (n. 1218)
- 26 noiembrie: Blanche de Castilia, mamă a lui Ludovic al IX-lea și regent al Franței (n. 1188)
- Bohemund al V-lea, principe de Antiohia (n. ?)
- Giovanni da Pian del Carpini, cronicar italian, călător în Mongolia (n. ?)

## Înscăunări
- 30 mai: Alfonso al X-lea (Cel Înțelept), rege al Castiliei (1252-1284)
- 29 iunie: Christopher I, rege al Danemarcei (1252-1259)
- Alexandru Nevski, mare prinț de Vladimir (1252-1263)